# CS/LR17型模块化自動步槍
CS/LR17／CS/LR18型模块化自動步槍是一系列由中国兵器工业集团旗下的北方工業公司所研製、建設工業集團負責營銷的“新世代”模塊化自動步枪系統，並且在2016年第11屆珠海航展以上首次展出，CS/LR17發射5.56×45毫米北約口徑步枪子彈，而CS/LR18則是7.62×39毫米苏联口徑或7.62×51毫米北約口徑步槍子彈。5.56×45毫米和7.62×39毫米是突击步枪，而7.62×51毫米則是戰鬥步槍。

## 歷史
2016年11月，該系統首度公開展示，首先展示其5.56×45毫米和7.62×51毫米兩款北約口徑版本（NAR-556和751）。CS/LR17系列旨在向出口市場銷售。它倆的主要競爭對手包括AK-12、加利爾ACE、HK416／417和SCAR系列。
2018年珠海航展以上，再展出了其經過重新設計的衍生型。

## 設計細節
CS/LR17／LR18系統從2014年開始，以FN SCAR系列為設計基礎開始研發。該系統由三種口徑：5.56×45、7.62×39和7.62×51所組成。同時還有一款正在研發階段而並未命名的附加型榴彈發射器以補充其面殺傷能力。
CS/LR17／CS/LR18与采用了（英語：Bullpup）的95式相反，使用與以往的56式、81式、87式以及最近的QBZ-03（相關的人体工学）相同的传统式结构，而且与QBZ-03一样由上、下機匣所組成。
CS/LR17／CS/LR18采用了多个对于中国制枪械而言尚屬首次的西式设计，包括明显的土黄色枪身、机匣至護木顶部国际通用的全长度MIL-STD-1913戰術導軌、折叠及伸缩式枪托、戰術導軌上安装的折叠式后备機械瞄具、顶部戰術導軌搭配两侧与底部KeyMod附件接口系统的輕量型護木（但一说该附件接口的外表与开源的KeyMod技術規格不符，並非真正的KeyMod）、複數（三种）口径、複數（除NAR-739僅三种外，NAR-556与NAR-751皆为四种）枪管长度以至自由浮動式護木。

## 衍生型
CS/LR17／CS/LR18系列並具有多種不同的衍生型，不過衍生型名稱有作變更：作為標準步槍長度的NAR-XXX/S（突擊步槍）、縮短槍管長度至卡賓槍的NAR-XXX/CQC（短管突擊步槍）、加重槍管至狙擊步槍的NAR-XXX/HB（精確射手步槍）和有如机枪般長時間射擊的NAR-XXX/LMG（班用自動武器）。
- NAR-556
  - NAR-556/S 5.56×45毫米戰鬥步槍
  - NAR-556/CQC 5.56×45毫米突击步枪
  - NAR-556/HB 5.56×45毫米精確射手步槍
  - NAR-556/LMG 5.56×45毫米班用机枪
- NAR-739
  - NAR-739/S 7.62×39毫米戰鬥步槍
  - NAR-739/CQC 7.62×39毫米突擊步槍
  - NAR-739/LMG 7.62×39毫米班用機槍
- NAR-751
  - NAR-751/S 7.62×51毫米戰鬥步槍
  - NAR-751/CQC 7.62×51毫米突擊步槍
  - NAR-751/HB 7.62×51毫米精確射手步槍
  - NAR-751/LMG 7.62×51毫米班用機槍

## 資料來源
1. 1 2  .   [2018-02-22]. （原始内容存档于2018-03-15）.
2. ↑  . mil.eastday.com.   [2016-12-10]. （原始内容存档于2018-12-18）.
3. 1 2 3  .   [2018-02-22]. （原始内容存档于2018-02-10）.
4. ↑  .   [2019-03-11]. （原始内容存档于2018-04-17）.
5. ↑  .   [2019-03-11]. （原始内容存档于2019-09-24）.
6. ↑  .   [2019-03-11]. （原始内容存档于2018-11-13）.
7. ↑  .   [2019-03-11]. （原始内容存档于2018-06-18）.

## 外部連結
- （英文）—Official Site（页面存档备份，存于） from China Jing An Import & Export Corp.
- （英文）—The Firearm Blog.com—
  - BREAKING: New NORINCO NAR-556 and NAR-751 Modern Assault, Battle and Automatic Rifles（页面存档备份，存于）
  - Norinco’s SCAR Copy in 7.62x39mm, and Picatinny Mounted Grenade Launcher（页面存档备份，存于）